# Pohoří na Šumavě (přírodní památka)
Pohoří na Šumavě je přírodní památka ve správním území obce Pohorská Ves v okrese Český Krumlov v Jihočeském kraji. Je rozdělena do pěti dílčích ploch rozmístěných v katastrálním území Pohoří na Šumavě. Předmětem ochrany je komplex lučních, lesních a rašelinných biotopů v Novohradských horách, v nichž se vyskytuje mnoho vzácných nebo ohrožených druhů rostlin a živočichů.

## Historie
Vesnice Pohoří byla založena přibližně v polovině osmnáctého století. Okolní bukové lesy byly zcela vytěženy kvůli palivovému dřevu pro sklárny a nahrazeny smrkovými monokulturami. V odlesněné krajině vznikly cenné biotopy vyhledávané světlomilnými druhy. Odlesněná krajina také začala sloužit k zemědělství a zároveň probíhalo její odvodňování. Po druhé světové válce byla krajina téměř vysídlena. Konec hospodaření vedl k postupnému zarůstání, z části podpořenému cíleným zalesňováním.
Chráněné území vyhlásil Krajský úřad Jihočeského kraje v kategorii přírodní památka s účinností od 26. října 2023. Přírodní památka se částečně nebo zcela překrývá se čtveřicí starších maloplošných zvláště chráněných území (Pohořské rašeliniště, Prameniště Pohořského potoka, Stodůlecký vrch a U tří můstků), která by měla být administrativně zrušena.

## Přírodní poměry
Přírodní památka s rozlohou 156,85 hektarů leží v katastrálním území Pohoří na Šumavě. Je rozdělena do pěti oddělených částí. Dvě velké plochy se nachází podél obou stran silnice z bývalé vesnice Pohoří k Jiřické nádrži. Menší plocha leží nedaleko západního okraje osady. Čtvrtá dílčí plocha se nachází v údolí Pohořského potoka a poslední leží u česko-rakouské hranice v oblasti Stodůleckého vrchu. Celá přírodní památka leží v ptačí oblasti Novohradské hory a překrývá se s evropsky významnou lokalitou Pohoří na Šumavě.

### Abiotické poměry
Geologické podloží je tvořené moldanubickým plutonenm s převládající biotitickou žulou, kterou překrývají pleistocenní a holocenní sedimenty. Přírodní památka leží v Novohradských horách, v podcelku Pohořská hornatina a okrsku Žofínská hornatina. Nachází se v převážně mírně zvlněném terénu v nadmořské výšce 890–972 metrů. Členitější reliéf se vyvinul jen v údolích drobných přítoků Pohořského potoka. Ten patří k povodí Malše, ale malá část území na východním okraji je odvodňována do povodí Lužnice. Z půdních typů se vyvinul zejména podzol kambizemní, který místy přechází ke kambizemi dystrické. V údolních nivách se objevují gleje a na rašeliništích různé druhy rašeliny.
V rámci Quittovy klasifikace podnebí se přírodní památka nachází v chladné oblasti CH7, pro kterou jsou typické průměrné teploty −3 až −4 °C v lednu a 15–16 °C v červenci. Roční úhrn srážek dosahuje 850–1000 milimetrů, sníh zde leží 100–120 dní v roce. Mrazových dnů bývá 140–160, zatímco letních dnů jen deset až třicet.

### Flóra
Ve smrkových monokulturách se vzácně objevují mladí jedinci jedle bělokoré (Abies alba). Prostředí rašelinišť využívá kyhanka sivolistá (Andromeda polifolia), mochna bahenní (Potentilla palustris), bříza zakrslá (Betula nana) a borovice rašelinná (Pinus x pseudopumilio). Vlhké části rašelinných lesů nebo luk jsou vhodným prostředím pro prstnatec Fuchsův (Dactylorhiza fuchsii), prstnatec májový (Dactylorhiza majalis), kamzičník rakouský (Doronicum austriacum), vrbovku bahenní (Epilobium palustre), sítinu kostrbatou (Juncus squarrosus), rojovník bahenní (Rhododendron tomentosum), bradáček srdčitý (Listera cordata), biku sudetskou (Luzula sudetica), plavuň pučivou (Lycopodium annotinum), plavuň vidlačku (Lycopodium clavatum), klikvu bahenní (Vaccinium oxycoccos), všivec lesní (Pedicularis sylvatica), zvonečník černý (Phyteuma nigrum), jirnici modrou (Polemonium caeruleum), hadí mord nízký (Scorzonera humilis), jetel kaštanový (Trifolium spadiceum), kýchavici bílou pravou (Veratrum album subsp. album), plešku stopkatou (Willemetia stipitata) nebo rozrazil štítkovitý (Veronica scutellata).
Ve smilkových trávnících a jiných sušších stanovištích roste prha arnika (Arnica montana), vratička měsíční (Botrychium lunaria), vratička heřmánkolistá (Botrychium matricariifolium), světlík tuhý (Euphrasia stricta), škarda měkká čertkusolistá (Crepis mollis subsp. succisifolia), chlupáček oranžový (Pilosella aurantiaca), jestřábník květnatý (Hieracium floribundum), jestřábník klubkatý (Hieracium glomeratum), jestřábník obecný (Hieracium vulgatum), kokrhel menší (Rhinanthus minor)), dřípatka horská (Soldanella montana) nebo violka trojbarevná různobarevná (Viola tricolor subsp. polychroma).

### Fauna
V případě vzácnějších druhů brouků byli v přírodní památce nalezeni například tesařík pižmový (Aromia moschata), střevlík polní (Carabus arcensis), střevlík Menetriesův (Carabus menetriesi pacholei) nebo kriticky ohrožený kornatec velký (Peltis grossa). Častým druhem hmyzu jsou motýli, z nichž někteří byli v chráněném území pozorováni ojediněle, zatímco jiní vytváří početné populace. Patří k nim hnědásek jitrocelový (Melitaea athalia), hnědásek rozrazilový (Melitaea diamina), perleťovec mokřadní (Boloria eunomia), perleťovec dvanáctitečný (Boloria selene), žluťásek borůvkový (Colias palaeno), modrásek ušlechtilý (Polyommatus amandus), modrásek lesní (Cyaniris semiargus), ohniváček modrolemý (Lycaena hippothoe), ostruháček ostružinový (Callophrys rubi), okáč rosičkový (Erebia medusa), bělopásek topolový (Limenitis populi), perleťovec severní (Boloria aquilonaris), okáč ječmínkový (Lasiommata maera), modrásek stříbroskvrnný (Agriades optilete), šípověnka vachtová (Acronicta menyanthidis), bourovec měsíčitý (Cosmotriche lobulina), můřice dvojtečná (Ochropacha duplaris), můřice jarní (Achlya flavicornis), píďalka vachtová (Orthonama vittata), hrotnokřídlec chmelový (Hepialus humuli), hrotnokřídlec lesní (Phymatopus hecta), hrotnokřídlec kapradinový (Pharmacis fusconebulosa), srpokřídlec březový (Falcaria lacertinaria) a píďalka prameništní (Lampropteryx otregiata). Ze vzácnějších druhů vážek se v chráněném území vyskytují šidélko kopovité (Coenagrion hastulatum) a vážka tmavá (Sympetrum danae).
Obojživelníky na lokalitě zastupuje čolek horský (Ichthyosaura alpestris), čolek obecný (Lissotriton vulgaris) a skokan hnědý (Rana temporaria). Z plazů byli pozorováni ještěrka živorodá (Zootoca vivipara), slepýš křehký (Anguis fragilis) a zmije obecná (Vipera berus).
Přírodní památka je součástí ptačí oblasti Novohradské hory. Před vyhlášením chráněného území v něm byla zaznamenána řada druhů ptáků, pro které chráněné území poskytuje vhodné hnízdní biotopy. K pozorovaným chráněným druhům na lokalitách patří bekasina otavní (Gallinago gallinago), sluka lesní (Scolopax rusticola), bělořit šedý (Oenanthe oenanthe), bramborníček hnědý (Saxicola rubetra), chřástal polní (Crex crex), křepelka polní (Coturnix coturnix), ťuhýk obecný (Lanius collurio), krkavec velký (Corvus corax), kulíšek nejmenší (Glaucidium passerinumx) a vlaštovka obecná (Hirundo rustica).

## Ochrana přírody
Přírodní památku tvoří komplex ekosystémů:
- mozaika vrchovišť a přechodových rašelinišť (6 % rozlohy),
- mozaika rašelinných luk a vlhkých smilkových trávníků (18 % rozlohy, převážně degradovaná),
- porosty kleče na vrchovištích (2 % rozlohy),
- rašelinné bory (7 % rozlohy),
- rašelinné smrčiny (6 % rozlohy, ze dvou třetin ovlivněny lesním hospodařením),
- smrčiny (37 % rozlohy, převážně degradované)[15]

Cílem ochrany je zachování a případná obnova různorodých typů lučních, lesních a rašelinných společenstev bez projevů degradace a s prosperujícími populacemi vzácných a ohrožených druhů.